# 鳥居鉄也
鳥居 鉄也（とりい てつや、1918年（大正7年）5月14日 - 2008年（平成20年）10月16日）は、日本の地球化学者、冒険家。日本における南極調査・研究の第一人者。理学博士。ソ連科学アカデミー南極大陸発見150周年メダル、南極観測20周年文部大臣表彰などを受賞。日本極地研究振興会理事長、千葉工業大学教授などを歴任。

## 生涯
- 1918年（大正7年）：台湾高雄市生まれ（本籍地は静岡県）
- 東京府立五中、八高を経て[1]、
- 1943年（昭和18年）：東京帝国大学理学部化学科を卒業。
- 1947年（昭和22年）：三菱化成工業（現・三菱ケミカル）勤務、大日本帝国海軍技師
- 1955年（昭和30年）：東京大学理学博士「コバルトおよび二価鉄の新比色定量法とその応用について」。
- 1957年（昭和32年）：第一次南極観測隊に初参加。
  - その後、第4次南極観測隊（1959年 - 1961年）と第8次南極観測隊（1966年 - 1968年）では越冬隊隊長を務め、アメリカ隊と5回、ニュージーランド隊と16回、中国の南極観測隊の指揮を4回務めた。
- 1963年（昭和38年）：新鉱物南極石 (Antarcticite) を発見。
  - 千葉工業大学教授に着任（1963年から1980年まで）
- 2008年（平成20年）：死亡

## その他
- 千葉工業大学新習志野キャンパスにある図書館には鳥居が南極観測を行った時に集めた南極の鉱物や装備などの品が展示されている。
- 著書である『南極大陸』は、1970年日本万国博覧会タイムカプセル自然科学部門の出版物として格納されている。

## 主な著書
- 『南極大陸』毎日新聞社（1970年）
- 『南極の氷』共立出版科学ブックス8　共立出版（1971年）
- 『南極とともに―地球化学者として―』岩波出版サービス（2007年）